# Антонов, Василий Петрович
Васи́лий Петро́вич Анто́нов (28 февраля [13 марта] 1917, Рассказань, Саратовская губерния — 18 декабря 1988, Иваново) — советский воин, отличившийся в Великой Отечественной войне. На момент совершения подвига — наводчик станкового пулемёта пулемётной роты 1-го батальона 271-го стрелкового Нижне-Волжского полка (181-я ордена Ленина Сталинградская Краснознамённая стрелковая дивизия, 28-й стрелковый корпус, 13-я армия, Центральный фронт), ефрейтор. Герой Советского Союза (16.10.1943). Младший лейтенант (1944).

## Биография
Родился 28 февраля (13 марта) 1917 года в селе Рассказань Балашовского уезда (ныне Балашовский район Саратовской области). Русский. После смерти родителей в 1927 году воспитывался сначала у родственников, а затем в детском доме в городе Иванове. В 1933—1937 годах работал пастухом в совхозе ОРСа (отдел рабочего снабжения) Ивановского отделения Северной железной дороги, затем работал кузнецом на предприятии «Сантехмонтаж». В 1938 году окончил 3 класса ликбеза.
В октябре 1938 года призван в Красную Армию. Служил в пограничных войсках в Карелии, на границе с Финляндией, сначала в 35-м морском пограничном отряде, который затем был включен в состав 82—го пограничного отряда. Участвовал в советско-финской войне в 1939—1940 годах. Участвовал в задержании пяти нарушителей государственной границы и весной 1941 года за мужество и отвагу, проявленные при охране границы, красноармейцу Антонову был предоставлен месячный отпуск. Но поехать к родным ему не удалось — помешала война.
В боях в Великую Отечественную войну с первых дней. Воевал в составе 82-го пограничного полка, принимал участие в обороне Заполярья. Был дважды ранен. В ноябре 1942 года был откомандирован в находящуюся на переформировании в Челябинске 10—ю ордена Ленина Сталинградскую дивизию войск НКВД Отдельной армии НКВД. В начале февраля 1943 года прибыл с дивизией на Центральный фронт, где дивизия была переименована в 181—ю стрелковую дивизию, а армия — в 70-ю армию.
В этой дивизии сражался наводчиком станкового пулемёта 271-го стрелкового полка, участвовал в Севской наступательной операции и в Курской битве.
Но особый героизм наводчик станкового пулемёта пулемётной роты 271-го стрелкового полка (181-я стрелковая дивизия, 28-й стрелковый корпус, 13-я армия, Центральный фронт) ефрейтор В. П. Антонов проявил в битве за Днепр. После форсирования Днепра в бою 28 сентября 1943 года на плацдарме за станцию Ляды в Гомельской области, оставшись одним в расчёте, выдвинул пулемёт на удобную огневую позицию и отразил контратаку противника. Подпустив солдат врага на расстояние 40-50 метров, метким огнем расстрелял до 50 фашистов, обратив остальных в бегство. В бою в том же районе 2 октября при отражении очередной контратаки, подпустил врага на расстояние 25-30 метров, уничтожил до двух взводов пехоты. Обеспечил своими действиями удержание важного рубежа батальоном.
Указом Президиума Верховного Совета СССР от 16 октября 1943 года за отвагу и мужество, проявленные в боях за удержание плацдарма на правом берегу Днепра ефрейтору Антонову Василию Петровичу присвоено звание Героя Советского Союза с вручением ордена Ленина и медали «Золотая Звезда» (№ 1823).
Всего за годы войны В. П. Антоновым было уничтожено около 130 гитлеровцев.
В начале 1944 года окончил курсы младших лейтенантов 1—го Украинского фронта и был назначен командиром пулемётного взвода своего же 271—го стрелкового полка. Участвовал в Полесской наступательной операции в марте-апреле 1944 года, за новые подвиги в боях награждён орденом Отечественной войны. Вскоре после её окончания 18 апреля 1944 года под городом Ковелем был ранен в ноги. Более полугода провел в госпитале в Иваново. После излечения был оставлен в резерве Московского военного округа и направлен на окружные курсы младших лейтенантов. Но по состоянию здоровья служить ему далее не пришлось.
В сентябре 1945 года младший лейтенант В. П. Антонов был уволен в запас. Жил в городе Иванове. До ухода на пенсию свыше 30 лет работал шофером Ивановского автотранспортного предприятия.
Скончался 18 декабря 1988 года. Похоронен на городском кладбище в Балино.

## Награды
- Герой Советского Союза (16.10.1943)
- Орден Ленина (16.10.1943)
- Ордена Отечественной войны 1-й (11.03.1985) и 2-й (24.03.1944) степеней
- Медали

## Память
- г. Иваново, кладбище Балино, памятник на могиле Архивная копия от 23 сентября 2010 на Wayback Machine
- Имя высечено в Иваново на Мемориале Героев.